# Onderste Kraknrik

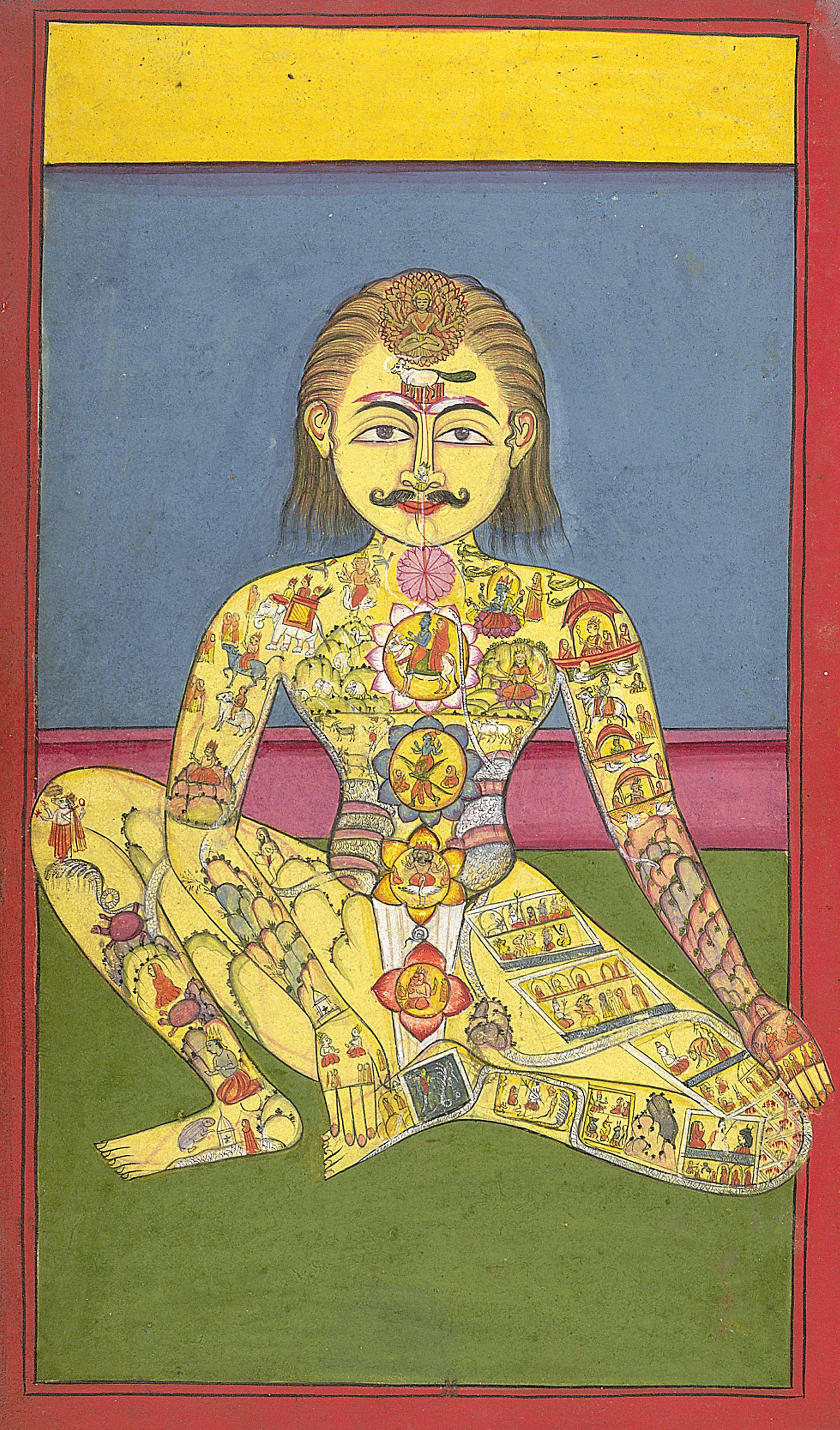
oude Tibetaanse kaart met de 7 Chakra's en de belangrijkste marmapunten

Onderste Kraknrik (Onderste Kraknrik-punt) is een marmapunt gelegen op het hoofd. Marmapunten worden in Oosterse filosofieën gebruikt bij massage, yoga, reflexologie, gevechtssport en reiki. Sommige mensen geloven dat een marmapunt op een nadi ligt en zo een uitwerking kan hebben op een bepaald lichaamsdeel, proces of emotie
Onderste Kraknrik zijn 2 marmapunten gelegen onderaan het achterhoofd op de rand van de schedel naast het mastoïd. Dit punt zou invloed hebben op het Anahata (hart chakra), de longen en de borst.

## Overige marmapunten
Naar schatting zijn er 62.000 marmapunten in het lichaam. De belangrijkste 52 zijn: